# Tiempo cósmico

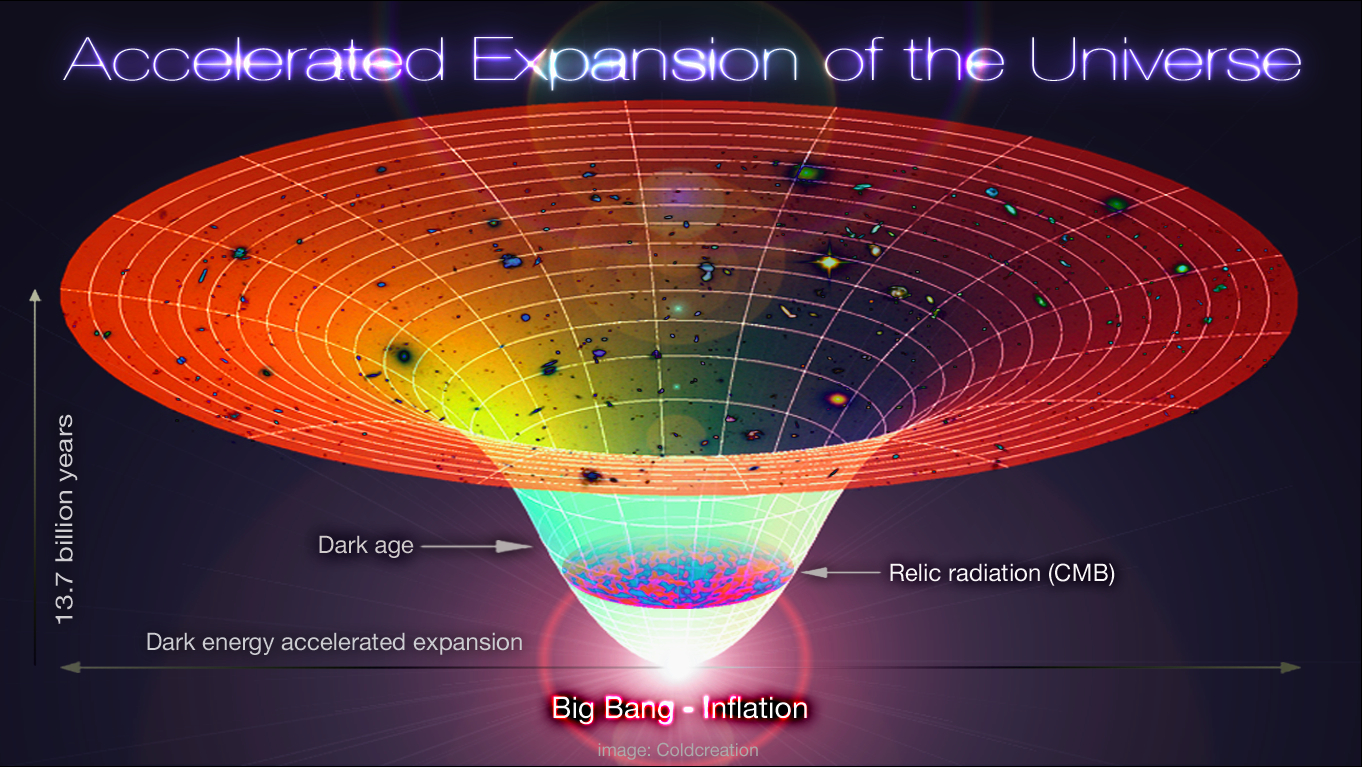
Un imagen de lo que podría ser el tiempo cósmico, que se va expandiendo.

El tiempo cósmico, o tiempo cosmológico, es la coordenada de tiempo comúnmente utilizada en los modelos de cosmología física del Big Bang. Dicha coordenada de tiempo puede definirse para un universo homogéneo en expansión, de modo que el universo tenga la misma densidad en todas partes en cada momento del tiempo (el hecho de que esto sea posible significa que el universo es, por definición, homogéneo). Los relojes que miden el tiempo cósmico deben moverse a lo largo del flujo del Hubble.
El tiempo cósmico {\displaystyle t} es una medida del tiempo por un reloj físico con una velocidad peculiar cero en ausencia de densidad excesiva o insuficiente de la materia (para evitar la dilatación del tiempo debido a efectos relativistas o confusiones causadas por la expansión del universo). A diferencia de otras medidas de tiempo como la temperatura, el corrimiento al rojo, el horizonte de partículas o el horizonte de Hubble, el tiempo cósmico (similar y complementario a las coordenadas comanditarias) es ciego a la expansión del universo.
Hay dos formas principales de establecer un punto de referencia para el tiempo cósmico. La forma más trivial es tomar el tiempo presente como punto de referencia cósmico (a veces denominado tiempo retroactivo).
Alternativamente, el Big Bang puede tomarse como referencia para definir como la edad del universo, también conocido como tiempo desde el Big Bang. La cosmología física actual estima la edad actual en aproximadamente 13.800 millones de años. No necesariamente tiene que corresponder a un evento físico (como la singularidad cosmológica) sino que se refiere al punto en el que el factor de escala desaparecería para un modelo cosmológico estándar como ΛCDM. Por ejemplo, en el caso de la inflación, es decir, una cosmología no estándar, el momento hipotético del big bang todavía se determina utilizando los modelos cosmológicos de referencia que pueden coincidir con el final de la época inflacionaria. Para fines técnicos, conceptos como la temperatura promedio del universo (en unidades de eV) o el horizonte de partículas se utilizan cuando el universo temprano es el objetivo de un estudio, ya que comprender la interacción entre partículas es más relevante que su coordenada de tiempo o edad. .
El tiempo cósmico es la coordenada de tiempo estándar para especificar las soluciones de Friedmann-Lemaître-Robertson-Walker de las ecuaciones de Einstein.